# Виргская волость
Ви́ргская во́лость (латыш. Virgas pagasts) — одна из территориальных единиц Южно-Курземского края Латвии, в историко-культурной области Курземе. Находится в центре края. Граничит с Бункской, Гавиезской, Бартской, Калетской, Грамздской  и Приекульской волостями своего края. Волостной центр — село Паплака.

## История
Виргская волость была основана в 1918 году выделением из территории Приекульской волости. В 1945 году в Виргской волости был основан Виргский сельсовет. В 1947 году он был упразднён, но в 1949 году снова восстановлен после отмены волостного деления. В 1961 году к Виргскому сельсовету был присоединён Пурмсатский сельсовет. В 1990 году Виргская волость была восстановлена.
В 2009 году, в результате латвийской административно-территориальной реформы, Виргская волость вошла в состав вновь образованного Приекульского края. В ходе административно-территориальной реформы Латвии 2021 года, Приекульский край был упразднён, Виргская волость вошла в состав укрупнённого Южно-Курземского края.

## География
Виргская волость находится на Вартайской волнистой равнине Западной Курземской возвышенности. Западная часть волости находится в древней долине Дурбес-Вартаяс. Самая высокая точка волости — 67,9 м над уровнем моря, находится возле Паплаки. В южной части волости находится впадина Бирзтальской долины. Через волость протекает река Вартая, правый приток Барты, со своими притоками Виргой c Мелнупе и Бирзталой. В нижнем течении Вирги создано большое Прушское водохранилище, площадью 66 га. В волости имеются залежи доломита, гравия и песка. В южной части волости имеются большие лесные массивы — Пурмсатский лес, площадью 789 га и Казубирзс, площадью 643 га.

## Население
В 1935 году в Виргской волости проживало 999 человек, из них латышей — 83,3 %, немцев — 13,1 %, русских — 0,8 %, поляков — 0,7 %, евреев — 0,6 %. За годы советской власти были основаны сельские посёлки, в Паплаке был построен армейский посёлок. В 1989 году в Паплаке проживало 237 человек, в Вирге — 225 человек, в Пурмсати — 187 человек.
В 2000 году в Виргской волости проживало 1007 человек, из них 48,0 % мужчин, 52,0 % женщин. По национальному составу: латышей — 74,0 %, литовцев — 13,4 %, русских — 4,8 %. В Паплаке проживало 245 человек, в Пурмсати — 182 человека, в Вирге — 139 человек.
По состоянию на 1 января 2022 года население волости составляло 760 человек.

## Экономика
Во время аграрной реформы 1920 года мызская земля Виргской волости была разделена на небольшие крестьянские хозяйства. В 1935 году в Виргской волости насчитывалось 177 крестьянских хозяйств, работали ветряные мельницы, 2 маслозавода, 7 продуктовых магазинов. В советское время были созданы колхозы «Pionieris» (рус. Пионер) и «Вирга». Работали две механические и одна столярные мастерские, маслозавод, ветеринарный участок.
По состоянию на 2000 год в волости было 173 крестьянских хозяйства и 258 приусадебных хозяйств. Работали скотобойня, лесопилка, предприятие по обучению верховой езде и предоставлению верховых туристических прогулок, 4 магазина.

### Транспорт
В 1871 году была открыта железнодорожная линия Лиепая — Мажейкяй, в 1915 году — железнодорожная линия Приекуле — Скода (обе линии закрыты в 1997 году). 
Через Виргскую волость проходят региональная автодорога P106 Эзере — Эмбуте — Гробиня и местные автодороги V1208 Бунка — Паплака — Мазкалети, V1210 Приекуле — Паплака — Вирга, V1211 Приекуле — Пурмсати — Калети, V1215 Пурмсати — Грамзда и V1216 Крогземьи — Пурмсати.

## Образование и культура
Первая школа в Паплаке была открыта в 1848 году. Школа в Вирге была основана в 1875 году. В годы первой Латвийской республики работали Виргская и Пурмсатская 6-классные основные школы. В Вирге также была 4-классная начальная школа с немецким языком обучения. В волости работали 2 библиотеки. В 1961 году Пурмсатская школа была преобразована в школу-интернат. В Паплакском армейском посёлке была открыта средняя школа с русским языком обучения. По состоянию на 2000 год в Виргской волости действовали Виргская начальная школа, Пурматская школа-интернат, детский сад «Gaismiņa», дом культуры и библиотека.  